# Makonde (taal)
Het Makonde (Makonde, in Tanzania: Chimakonde, in Mozambique: Shimakonde, Swahili: Kimakonde, Portugees Maconde) is een Bantoetaal, die in Tanzania en Mozambique wordt gesproken. De meeste sprekers, ca. 1 miljoen, wonen in de zuidoostelijke Tanzaniaanse regio Mtwara. Aan de overkant van de grensrivier de Ruvuma werden in 1998 371.111 sprekers geregistreerd. Zij wonen in de noordoostelijke provincie Cabo Delgado.
Een naaste verwant is het westelijker in het Tanzaniaans-Mozambikaanse grensgebied gesproken Yao.

## Leenwoord
De westerse talen hebben één leenwoord uit het Makonde: de naam van de virusziekte chikungunya, waarvan de verwekker in 1955 werd ontdekt en benoemd, naar aanleiding van een uitbraak op het Makondeplateau. Het woord is afgeleid van het werkwoord kungunyala, dat 'verwrongen raken' betekent. De naam van de ziekte is wereldwijd in gebruik, maar niet bij de sprekers van de Shimakonde-dialecten in Mozambique: bij hen heet de ziekte chingwingwinda, een afleiding van gwingwindar, dat 'omhoogbuigen' betekent.